# Drets de la natura
Es coneix com a drets de la natura, drets de la naturalesa o drets de la terra, una teoria jurídica i jurisprudencial que descriu els drets inherents als ecosistemes i les espècies, similar al concepte de drets humans fonamentals. El concepte dels dret de la natura desafia la dinàmica econòmica del segle XX que, generalment, es basa en un afany depredador del planeta Terra com un recurs natural que s'ha de posseir, usar i degradar. Els seus defensors argumenten que les lleis basades en els drets de la natura encaminen la humanitat a actuar conscientment i de manera consistent amb la ciència, fet que demostra que els humans i el món natural estan fonamentalment interconnectats.
Aquest corrent de pensament se sustenta en dues línies bàsiques de raonament. Primer, atès que el reconeixement dels drets humans es basa en part en la creença filosòfica que aquests drets emanen de la pròpia existència de la humanitat, lògicament també els drets inherents de la natura sorgeixen de la pròpia existència del món natural. Un segon argument, més pragmàtic, afirma que la supervivència dels éssers humans depèn d'ecosistemes saludables i, per tant, la protecció dels drets de la natura, promou alhora els drets humans, el benestar i la qualitat de vida.
Des de la perspectiva dels drets de la natura, la majoria de les lleis ambientals del segle XX es basen en un marc obsolet que considera que la natura està composta de parts separades i independents, en comptes de concebre-la com un tot major. Una crítica més significativa és que aquestes lleis tendeixen a estar subordinades als interessos econòmics i apunten a reaccionar i mitigar parcialment la degradació ambiental impulsada per l'economia de mercat, en lloc de situar el dret a la prosperitat humana com el principal objectiu d'aquestes lleis. Aquesta crítica de les lleis ambientals existents és un component important de tàctiques com els litigis sobre el canvi climàtic que busquen forçar l'acció social per a frenar-lo.
El 2024, existien almenys 495 lleis de drets de la natura a nivell local i nacional en 40 països, que prenen la forma de disposicions constitucionals, acords de tractats, estatuts, ordenances locals i decisions judicials.

## Principis bàsics

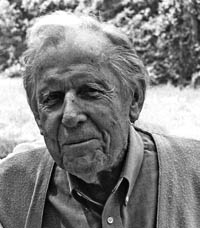
Thomas Berry

El suport als drets de la natura també es sosté en l'argument utilitarista que la humanitat només pot prosperar a llarg termini si accepta la coexistència integrada dels humans amb el món natural. L'historiador cultural Thomas Berry va assenyalar que el concepte de benestar humà derivat de sistemes naturals sense dret fonamental a existir és inherentment il·lògic, i que en protegir els drets de la natura, els humans promouen el seu propi interès.
Primer, s'argumenta que si els drets humans inherents sorgeixen de l'existència humana, lògicament també els drets inherents de la natura sorgeixen de la pròpia existència del món natural. Els drets humans i els deures associats per a protegir aquests drets han estat ampliats amb el temps. En particular, l'adopció el 1948 per part de l'Organització de les Nacions Unides (ONU) de la Declaració Universal dels Drets Humans (DUDH) que va formalitzar el reconeixement d'àmplies categories de drets humans inalienables. Els redactors de la DUDH van expressar la seva convicció que el concepte de drets humans fonamentals no va sorgir de «la decisió d'un poder mundà, sinó del fet d'existir». Alguns acadèmics han sostingut a partir d'aleshores que, atès que els drets humans bàsics emanen de la pròpia existència dels humans, els drets de la natura sorgeixen de manera semblant de l'existència semblant de la natura i, per tant, els sistemes legals dels humans haurien de continuar ampliant-se per a reconèixer els drets de la natura.
Alguns defensors notables d'aquest enfocament inclouen l'advocat sud-africà Cormac Cullinan, la física índia Vandana Shiva, i el relator especial de les Nacions Unides per als drets humans i el medi ambient David Boyd. Thomas Berry va introduir un concepte de filosofia i ètica del dret anomenat «jurisprudència de la Terra» que identifica les lleis de la Terra com a primàries i, per tant, té el dret intrínsec de ser i d'evolucionar. La jurisprudència de la Terra ha estat cada vegada més reconeguda i promoguda a tot el món per acadèmics legals, l'ONU, legisladors, filòsofs, economistes ecològics i altres experts com a base per a una governança centrada en la Terra.
Els defensors dels drets de la natura argumenten que, així com els drets humans han estat reconeguts cada cop més en les lleis, els drets de la natura s'haurien de reconèixer i incorporar a l'ètica i les lleis humanes. Aquesta afirmació se sustenta en dues línies de raonament: que la mateixa ètica que justifica els drets humans també justifica els drets de la natura, i que la supervivència dels humans depèn d'ecosistemes saludables.
El concepte legal i filosòfic dels drets de la natura ofereix una alternativa a la concepció de la natura com a propietat a consumir. Aquest corrent de pensament té com a objectiu seguir el mateix camí que han seguit els moviments de drets humans, on al principi el reconeixement dels drets dels sense drets semblava «impensable», però després la idea va madurar fins a convertir-se en una cosmovisió àmpliament adoptada.

## Desenvolupament

### Crítica dels sistemes jurídics antropocèntrics
Els defensors d'un canvi a un sistema legal protector del medi ambient sostenen que els sistemes legals i econòmics actuals fallen perquè consideren la naturalesa fonamentalment com una propietat que pot malmetre's per a obtenir guanys segons el desig humà. Assenyalen que la perspectiva de la natura com a recurs econòmic ja ha degradat alguns ecosistemes i espècies de manera tan significativa fins al punt que s'arriba a examinar estratègies de classificació d'espècies en perill d'extinció per a decidir quines espècies es deixaran desaparèixer, en lloc de revertir l'economia que impulsa aquesta degradació. Si bé les lleis ambientals dels segles XX i XXI brinden cert nivell de protecció als ecosistemes i les espècies, s'argumenta que aquestes proteccions són insuficients i no aconsegueixen aturar el deteriorament ambiental general, perquè la naturalesa està, per definició, subordinada als interessos antropogènics i econòmics en lloc de al benestar biocèntric.
Els defensors dels drets de la natura sostenen que reconsiderar les lleis ambientals actuals des del marc dels drets de la natura demostra les limitacions dels sistemes legals actuals. Per exemple, la Llei d'espècies en perill d'extinció dels Estats Units d'Amèrica prioritza la protecció dels interessos econòmics existents activant-se només quan les poblacions d'espècies es dirigeixen cap a l'extinció. Per contra, una Llei d'espècies saludables prioritzaria l'assoliment de poblacions d'espècies pròsperes i facilitaria els sistemes econòmics que impulsen la conservació de les espècies.
Com a exemple, la Directiva Marc de l'Aigua del 2000 de la Unió Europea (UE) de 2000, «àmpliament acceptada com la baula més substancial i ambiciosa de la legislació mediambiental europea fins ara», es basa en un objectiu d'«estatus bo» de totes les aigües de la UE, que inclou la consideració dels cursos fluvials ecològics necessaris. Tot i això, dècades després de l'adopció de la directiva, malgrat els avenços científics en la identificació de les relacions cabal-ecologia, no existeix una definició de la UE de cabal ecològic, ni un criteri comú de com s'ha de calcular. Un marc de drets de la natura reconeixeria no només l'existent dret humà a l'aigua per a satisfer les necessitats bàsiques, sinó que també reconeixeria els drets de les vies fluvials a cabals d'aigua nets, adequats i oportuns, i definiria, en conseqüència, aquestes necessitats ecològiques bàsiques de cabal hidràulic.

### Fonaments científics i ètics
Les lleis ambientals modernes van començar a sorgir a la dècada del 1960 a partir d'una perspectiva fonamental del medi ambient com a administrat en parts per separat. Per exemple, lleis estatunidenques sobre l'aigua, l'aire, les espècies en perill d'extinció o els mamífers marins, van començar a adoptar-se a principis de la dècada del 1970 per abordar diversos elements del món natural, independentment d'altres elements. Algunes lleis, com la Llei de Política Ambiental dels Estats Units d'Amèrica, sol·licitaven una anàlisi més holística dels projectes d'infraestructura proposats i reclamaven la divulgació dels impactes ambientals negatius esperats. Això no obstant, no requeria que es prenguessin mesures per abordar aquests impactes per tal de garantir la salut dels ecosistemes i les espècies. Aquestes lleis reflectien la ciència de l'època, basada en una anàlisi reduccionista del món natural. El primer text important sobre ciències ambientals que descrivia el món natural com un sistema en lloc d'una col·lecció de diferents parts no es va publicar fins al 1983. Això no obstant, la hipòtesi Gaia, que oferia una visió científica del món com un sistema complex autoregulat, va sorgir per primera vegada en la dècada del 1970. De manera similar, la dinàmica de sistemes va començar a evolucionar per incloure sistemes socioeconòmics i naturals a partir de la dècada del 1970. Des de llavors, les disciplines científiques han anat convergint i avançant en el concepte que els éssers humans vivim en un món dinàmic i interdependent que «nega la possibilitat de l'aïllament».
Mentre que la ciència a finals del segle xx va canviar a una perspectiva basada en sistemes, descrivint els sistemes naturals i les poblacions humanes com a fonamentalment interconnectats en un planeta compartit, les lleis ambientals en conjunt no van evolucionar amb aquest canvi i no van arribar a adoptar la ciència sistèmica moderna.
El lingüista i erudit del segle xix Edward Payson Evans, considerat un dels primers teòrics dels drets de la natura i autor de la primera declaració extensa d'ètica ambiental, va escriure que cada ésser humà és «veritablement una part i un producte de la naturalesa com qualsevol altre animal» i que «l'intent de situar-lo en un punt aïllat fora d'ell és filosòficament fals i moralment perniciós». Per part seva, Thomas Berry va proposar que les lleis de la societat haurien de derivar de les lleis de la naturalesa, explicant que «l'univers és una comunió de subjectes, no una col·lecció d'objectes». Des d'aquesta perspectiva científica, la consideració de la vida com una xarxa de relacions que es remunten a una ascendència compartida confereix a tots els estatus de subjecte, inclosos els drets inherents associats amb aquest estatus. Les lleis basades en el reconeixement del valor moral intrínsec del món natural creen una nova guia moral social que dirigeix les interaccions de la societat amb la natura de manera més eficaç cap al benestar de tothom.

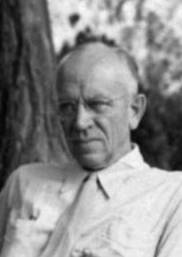
Aldo Leopold

Altres científics que van escriure de manera similar en suport del desenvolupament moral humà ampliat i l'obligació ètica inclouen el naturalista John Muir i el científic i silvicultor Aldo Leopold. Aquest darrer va expressar que «quan veiem la terra com una comunitat a la qual pertanyem», en lloc d'«un bé que ens pertany», podem «començar a fer-la servir amb amor i respecte». Leopold va oferir una guia d'implementació afirmant que «una cosa està bé quan tendeix a preservar la integritat, l'estabilitat i la bellesa de la comunitat biòtica. Està malament quan tendeix al contrari». El metge i filòsof Albert Schweizer va definir les accions correctes com aquelles que reconeixen una reverència per la vida i la «voluntat de viure».
El resultat dels avenços científics i ètics al voltant dels sistemes naturals i les espècies és un nou marc proposat per als sistemes legals i de governança, basat en una ètica i un llenguatge que allunyen el comportament de les pràctiques socials que ignoren o minimitzen les interconnexions entre humans i naturalesa. En lloc d'una visió de mer desenvolupament sostenible, que reflecteix un marc de naturalesa mantinguda com primera matèria econòmica, la filosofia que dona suport als drets de la natura suggereix que la societat comença a considerar concepcions com a «comunitats pròsperes», on les comunitats inclouen la naturalesa com un subjecte complet, en lloc de simplement com un objecte per a ser utilitzat.

## Història

### Arrels comunes amb les cosmovisions dels pobles originaris
El fonament ètic i filosòfic de la teoria i el moviment legal dels drets de la natura és una cosmovisió de respecte per la naturalesa, en contrast amb la cosmovisió de «dominació de la naturalesa» que subjau al concepte de naturalesa com a objecte i propietat. El professor de dret indígena John Borrows va observar que «d'entre les tradicions legals indígenes, les històries de la creació brinden orientació sobre com viure amb el món», en lloc de viure en desacord amb ell. Aquestes tradicions observen que els humans «tenim el nostre lloc i les nostres responsabilitats dins de l'ordre sagrat de la Creació» i ens beneficiem de «sostenir l'alegria mentre les coses passen en harmonia amb la Terra i amb tota la vida que crea i sustenta»
Les cosmovisions dels pobles originaris s'alineen i han accelerat el desenvolupament dels drets de la natura. Així, per exemple, la República de l'Equador va esmenar la seva Constitució el 2008 per a reconèixer els drets de la natura a la llum de la necessitat percebuda de protegir i respectar millor la Pachamama, un terme que encarna tant els aspectes físics com espirituals del món natural. Bolívia va esmenar de manera similar la seva nova constitució política de 2009 i va promulgar estatuts de drets de la natura per a reflectir el respecte indígena tradicional per la Pachamama i una cosmovisió dels sistemes naturals i humans com a part d'una sola família.
La professora de dret neozelandesa, Catherine Iorns Magallanes, va observar que les cosmovisions indígenes tradicionals encarnen una connexió amb la naturalesa tan profunda que la naturalesa es considera un ancestre viu. D'aquesta cosmovisió sorgeixen les responsabilitats de protegir la natura com si fos un membre de la família, i la necessitat d'una estructura legal que reflecteixi un marc primari de responsabilitats amb el món natural com si fos el nostre parent.

### Arrels comunes amb les religions
Altres tradicions religioses i espirituals del món ofereixen idees consistents amb la cosmovisió dels drets de la natura. Les tradicions religioses i filosòfiques orientals adopten una concepció holística de l'espiritualitat que inclou la Terra. El taoisme i el neoconfucianisme xinesos, així com el budisme japonès, ensenyen que el món és un camp de força dinàmic d'energies conegut com a bussho (natura de Buda o txi), la força material que flueix a través dels humans, la natura i l'Univers. Com va explicar el filòsof neoconfucianista del segle xi, Zhang Zai, «allò que s'estén per tot l'Univers ho considero el meu cos i allò que dirigeix l'Univers ho considero la meva naturalesa». Tant a l'hinduisme com al budisme, el karma («acció» o «declaració» en sànscrit) reflecteix la realitat de les interrelacions en xarxa de la humanitat amb la Terra i l'Univers. Els conceptes budistes de «sorgiment codependent» sostenen de manera semblant que tots els fenòmens estan íntimament connectats. La xarxa d'Indra del budisme mahayana simbolitza un Univers de relacions mútues infinitament repetides, sense cap domini.
Les tradicions religioses i filosòfiques occidentals han reconegut el context de la Terra i l'Univers en brindar també orientació espiritual. Des del Neolític fins a l'edat del bronze, les societats de la prehistòria d'Europa van venerar nombroses deïtats femenines com a encarnacions de la Mare Terra. A l'antiga Grècia, la deessa de la terra, Gea, era adorada com una deïtat suprema. Al Fileb i al Timeu, Plató va afirmar que el «món és en veritat un ésser viu dotat d'ànima i intel·ligència (...) una sola entitat vivent visible que conté totes les altres entitats vivents, que per la seva naturalesa estan totes relacionades». El teòleg medieval Tomàs d'Aquino va escriure més endavant sobre el lloc dels humans, no al centre de l'ésser, sinó com una part d'un tot integrat amb l'univers com a element primari, afirmant que «l'ordre de l'univers és la perfecció última i més noble en coses».
El Papa Benet XVI, cap de l'església catòlica, va reflexionar que, «l'obediència a la veu de la Terra és més important per a la nostra felicitat futura que els desitjos del moment. La nostra Terra ens està parlant i l'hem d'escoltar i desxifrar el missatge si volem sobreviure». El seu successor, el Papa Francesc, va ser particularment eloqüent sobre la relació de la humanitat amb la Terra, descrivint com els humans han de canviar les seves accions actuals a la llum del fet que «existeix un veritable dret del medi ambient». Aquest va advertir contra el camí actual de la humanitat, afirmant que «les arrels més profundes dels nostres fracassos actuals» es troben en la direcció i el significat del creixement econòmic i la regla general d'un «mercat deïficat».
L'Alcorà, la principal autoritat de l'islam en tots els assumptes de la vida individual i comunitària, reflecteix que «tota la creació lloa Déu pel seu propi ésser». Els erudits descriuen l'«últim propòsit de la xaria» com «el bé comú universal, el benestar de tota la creació» i assenyalen que «ni una sola criatura, present o futura, no pot ser exclosa de consideració en decidir el curs de l'acció».

Reunint les tradicions occidentals i indígenes, l'arquebisbe Desmond Tutu va parlar de l'ubuntu, un concepte ètic africà que es tradueix aproximadament com a «jo sóc perquè tu ets», observant que:
Ubuntu tracta particularment sobre el fet que no pots existir com un ésser humà en aïllament. Parla de la nostra interconnexió. Amb massa freqüència pensem en nosaltres mateixos com a simples individus, separats els uns dels altres, mentre que vostès estan connectats i el que fan afecta a tothom.

### Arrels comunes amb els drets humans
Els drets humans s'han desenvolupat al llarg dels segles i la conseqüència més notable és l'adopció de la Declaració Universal dels Drets Humans (DUDH) per part de l'Organització de les Nacions Unides el 1948. La clau per a desenvolupar aquests drets són els conceptes de drets naturals i drets humans que emanen de l'existència de la humanitat. Roderick Nash, professor d'història i estudis ambientals a la Universitat de Califòrnia a Santa Bàrbara, va rastrejar la història dels drets de les espècies i el món natural fins a l'aparició del concepte de dret natural a la Carta Magna del segle xiii subjacent al discurs contemporani dels drets. Peter Burdon, professor de la facultat de dret de la Universitat d'Adelaida i estudiós de la jurisprudència de la Terra, ha ampliat l'anàlisi de Nash i ofereix que la tesi transformadora dels drets naturals del filòsof del segle xvii John Locke va conduir a la Revolució Americana a través de la idea que la monarquia britànica negava als colons els seus drets naturals. Sobre la base d'aquest concepte, el president dels Estats Units d'Amèrica, Thomas Jefferson, va argumentar que les «lleis de la naturalesa i del Déu de la naturalesa» revelen veritats «evidents»: que «tots els homes són creats iguals» en possessió de «certs drets inalienables», en particular «la vida, la llibertat i la recerca de la felicitat». La Declaració dels Drets de l'Home i del Ciutadà de 1789 va reconèixer més endavant també els «drets naturals, inalienables i sagrats de l'Home», afegint que el «fi últim de tota institució política és la preservació dels drets naturals i imprescriptibles de l'Home».

L'expansió dels drets va continuar envers els drets dels animals, amb el filòsof dels segles XVIII-XIX Jeremy Bentham afirmant que «pot arribar el dia en què la resta de la creació animal pugui adquirir aquests drets que mai no es podrien haver negat sinó per la mà de la tirania». El lingüista i erudit del segle xix Edward Payson Evans va observar que:
En rastrejar la història de l'evolució de l'ètica trobem el reconeixement dels drets i deures mutus limitats al principi als membres de la mateixa horda o tribu, després estesos als adoradors dels mateixos déus, i ampliats gradualment fins a incloure cada nació civilitzada, fins que finalment totes les races d'homes es conceben, almenys teòricament, com unides en un vincle comú de germanor i simpatia benèvola, que ara s'està expandint lentament per a comprendre no només les espècies superiors d'animals, sinó també totes les espècies sensibles, encarnació de la vida orgànica.
L'adopció el 1948 de la DUDH per part de l'ONU va ser una altra fita, sostinguda per la creença que els drets humans fonamentals sorgeixen del fet d'existir. El moviment pels drets de la natura es va basar en aquesta creença, argumentant que si l'existència és la condició definitòria dels drets fonamentals, aquesta condició definitòria no podria limitar-se als drets d'una sola forma d'existència, i que totes les formes d'existència haurien de gaudir de drets fonamentals. Per exemple, l'ètica de la terra d'Aldo Leopold reconeixia explícitament el «dret a l'existència contínua» de la natura i buscava «canviar el paper de l'Homo sapiens de conqueridor de la comunitat terrestre a membre i ciutadà».
Els defensors dels drets de la natura també sostenen que des de l'abolició de l'esclavatge fins a la consecució del sufragi femení, el moviment afroamericà pels drets civils i el reconeixement d'altres drets fonamentals, les societats han continuat ampliant els drets en paral·lel amb una creixent acceptació del valor moral inherent dels possibles nous titulars de drets. I, que aquesta expansió del cercle de la comunitat ha de continuar creixent per abastar el món natural, una posició que ha viscut una creixent acceptació a finals del segle xx i principis del segle xxi.
Els defensors suggereixen que els drets derivats de l'existència de la natura no confereixen drets humans a tots els éssers, sinó que confereixen drets únics a diferents tipus d'éssers. Thomas Berry va plantejar la teoria que els drets «són específics de l'espècie i limitats», és a dir, «els rius tenen drets sobre els rius», «les aus tenen drets sobre les aus» i «els humans tenen drets humans». Segons la seva opinió, la diferència és «qualitativa, no quantitativa».
Ampliant aquest punt, el fonament ètic i moral comú dels drets humans i els drets de la natura dona lloc al concepte de «co-violacions» de drets, definit com una «situació en què els governs, indústries o altres agents violen tant els drets de natura com els drets humans, inclosos els drets indígenes, amb la mateixa acció». Per exemple, a l'Amazònia equatoriana, la contaminació de les operacions d'extracció de petroli de Texaco (ara Chevron) de 1967 a 1992 va resultar en una epidèmia de malalties congènites, avortaments espontanis i aproximadament 1.400 morts per càncer, que va ser particularment devastadora entre les comunitats ameríndies. Aquestes operacions van causar més d'un milió d'acres de desforestació i van contaminar els cursos fluvials locals amb 18 mil milions de galons d'aigües negres tòxiques i contaminants, danyant severament una selva tropical anteriorment prístina d'extraordinària biodiversitat. Afirmant que les mateixes accions humanes que van crear aquests impactes van violar els drets fonamentals tant de les persones com dels sistemes naturals, s'argumenta que les teories ètiques i legals que reconeixen ambdós conjunts de drets guiaran millor el comportament humà per a reconèixer i respectar les relacions interconnectades dels humans entre si i amb la natura.

### Desenvolupaments durant els segles XX i XXI
L'adopció de la Declaració Universal dels Drets Humans (DUDH) el 1948 va formalitzar el reconeixement d'àmplies categories de drets humans inalienables a nivell mundial. Aquests inclouen el reconeixement que «tots els éssers humans neixen lliures i iguals en dignitat i drets», que «tota persona té dret a la vida, a la llibertat i a la seguretat de la seva persona», i que «tota persona té dret a dret a un recurs efectiu pels tribunals nacionals competents per actes que violin els drets fonamentals reconeguts». El reconeixement dels drets fonamentals en instruments com la DUDH va brindar orientació a les nacions de tot el món, que des de llavors han desenvolupat disposicions constitucionals, estatuts, decisions judicials, reglaments i altres legislacions basades en la DUDH i els drets humans que estableix. Dècades després, el jurista Christopher Stone va vindicar el reconeixement de la posició legal i els drets associats del món natural també, d'acord amb l'extensió «successiva dels drets» al llarg de la història legal. Com es va fer a la DUDH, Stone va descriure els elements necessaris de la participació de la naturalesa en els sistemes legals humans i va descriure que aquest sistema legal inclou necessàriament: el reconeixement de les lesions com a subjectes a reparació per part de l'organisme públic, la capacitat per iniciar accions legals (amb tutors que actuen en nom de l'entitat natural), la reparació calculada per als danys propis de l'entitat natural, i la reparació en benefici de l'entitat natural lesionada.
A més del treball legal de Stone, altres impulsors del moviment pels drets de la natura de finals del segle xx i principis del segle xxi inclouen, per exemple: les perspectives indígenes i el treball del moviment pels drets dels pobles indígenes, els escrits d'Arne Næss i el moviment de l'ecologia profunda, la jurisprudència de la Terra de Thomas Berry de 2001 per reconèixer les lleis de la naturalesa com a «text primari», la publicació del llibre Wild Law de Cormac Cullinan el 2003, seguida de la creació d'una associació homònima al Regne Unit, la creixent preocupació pel poder corporatiu a través de l'expansió de la personalitat jurídica de les corporacions, l'adopció per part de comunitats nord-americanes de lleis locals que aborden els drets de la natura, la creació de l'Aliança Global dels Drets de la Natura el 2010 (una organització sense ànim de lucre que promou els drets de la naturalesa a nivell mundial), i la preocupació global creixent per l'extinció d'espècies, la destrucció d'ecosistemes i l'amenaça existencial del canvi climàtic.

#### Declaració Universal dels Drets de la Mare Terra
Aquests i altres factors van ajudar al desenvolupament de la Declaració Universal dels Drets de la Mare Terra (DUDMT) de 2010. La DUDMT va ser adoptada per representants de 130 nacions a la Conferència Mundial dels Pobles sobre el Canvi Climàtic i els Drets de la Mare Terra, convocada a Bolívia després de les preocupacions de molts pel que fa als resultats decebedors de la Conferència de l'ONU sobre el Canvi Climàtic de Copenhaguen de 2009. Així com l'ONU va reconèixer que els drets humans sorgeixen de l'existència, la DUDMT va trobar que els «drets inherents a la Mare Terra són inalienables així que sorgeixen de la mateixa font que l'existència». Com la DUDH, la DUDMT defensa l'entitat titular de drets (la natura i els seus elements) dels excessos de les autoritats governants. Aquests drets inclouen, entre d'altres, el reconeixement que «la Mare Terra i tots els éssers que la componen tenen dret a la vida i a existir» així com el «dret a la salut integral». La DUDMT afegeix que «cada ésser té dret a un lloc i a exercir el seu paper a la Mare Terra per al seu funcionament harmònic».
Així com els drets protegits per la DUDH són exigibles pel dret a un recurs efectiu per part dels tribunals nacionals competents, també la DUDMT requereix específicament que els éssers humans i les seves institucions «reconeguin i promoguin la plena implementació i compliment dels drets i les obligacions reconeguts en aquesta Declaració». La DUDMT aborda l'aplicació exigint que els «danys causats per violacions humanes als drets inherents» siguin «rectificats» i els responsables «han de respondre». A més, crida els estats a «apoderar els éssers humans i les institucions per a defensar els drets de la Mare Terra i de tots els éssers».
El president de Bolívia, Evo Morales, va instar el secretari general de l'ONU, Ban Ki-Moon, a fer de l'adopció de la DUDMT per part de l'ONU una prioritat. Si bé aquesta recomanació encara s'ha d'abordar, des de llavors la DUDMT ha servit per a desenvolupar altres esforços internacionals, com ara una resolució del 2012 de la Unió Internacional per a la Conservació de la Naturalesa (UICN) que proposa una Declaració Universal dels Drets de la Natura. La Incorporació dels Drets de la Natura va ser adoptada al Congrés Mundial de la Natura de la UICN a Hawaii el 2016.

## Legislació sobre els drets de la natura
A principis de la dècada del 2000 es va produir una expansió significativa d'instruments legals sobre els drets de la natura en forma de disposicions constitucionals, acords de tractats, estatuts nacionals i subnacionals, lleis locals i decisions judicials. El 2021, existien lleis sobre drets de la natura a 17 països, en set nacions ameríndies als Estats Units d'Amèrica (EUA) i Canadà, i en dotzenes de ciutats i comtats als EUA.

### Tractats

#### Nova Zelanda
La situació legal dels sistemes naturals a Nova Zelanda va sorgir juntament amb una nova atenció prestada als tractats llargament ignorats amb l'ètnia maori. L'agost del 2012, un acord de tractat signat amb els iwis va reconèixer el riu Whanganui i els seus afluents com una entitat legal, un «tot indivisible i viu» amb estatus propi. La llei nacional Te Awa Tupua es va promulgar el març del 2017 per a formalitzar aquest estatus. De manera similar, l'acord del tractat del bosc Te Urewera va reconèixer la seva personalitat jurídica el 2013, l'estatus del qual es va formalitzar per llei l'any següent. El 2017 es va signar un acord de tractat amb els maoris que reconeixia el mont Taranaki com «una personalitat jurídica per dret propi». Cadascun d'aquests desenvolupaments va promoure el principi indígena que els ecosistemes són éssers vius, espirituals amb valor intrínsec, incapaços de ser posseïts en un sentit absolut.

### A nivell constitucional

#### Equador
El 2008, el poble d'Equador va modificar la seva Constitució per a reconèixer els drets inherents a la Pachamama. El nou text va sorgir en gran part com a resultat de les cosmologies del moviment pels drets indígenes i les accions per protegir l'Amazònia, d'acord amb el concepte de sumak kawsay («bon viure») i considerant l'ésser humà com a part de l'ecosistema. Entre altres disposicions, l'article 71 estableix que «la naturalesa o Pachamama, on es reprodueix i hi ha la vida, té dret a existir, persistir, mantenir-se i regenerar els seus propis cicles vitals, estructura, funcions i processos evolutius». L'article també afegeix la seva aplicació, afirmant que «tota persona pot exigir l'observança dels drets del medi ambient natural davant dels organismes públics», i l'article 72 afegeix que «la naturalesa té dret a ser completament restaurada independentment de l'obligació d'indemnitzar-ne les persones».

### Decisions judicials

#### Bangladesh
El 2019, la Cort Suprema de Bangladesh es va pronunciar sobre un cas relacionat amb la contaminació i el desenvolupament il·legal al llarg del riu Turag, un afluent superior del riu Buriganga. Entre les seves conclusions, el tribunal va reconèixer el riu com una entitat viva amb drets legals i, a més, va sostenir que el mateix s'aplicaria per a tots els rius de Bangladesh. El tribunal va ordenar a la Comissió Nacional de Protecció dels Rius que servís com a guardià del Turag i dels altres cursos fluvials del país.

#### Colòmbia

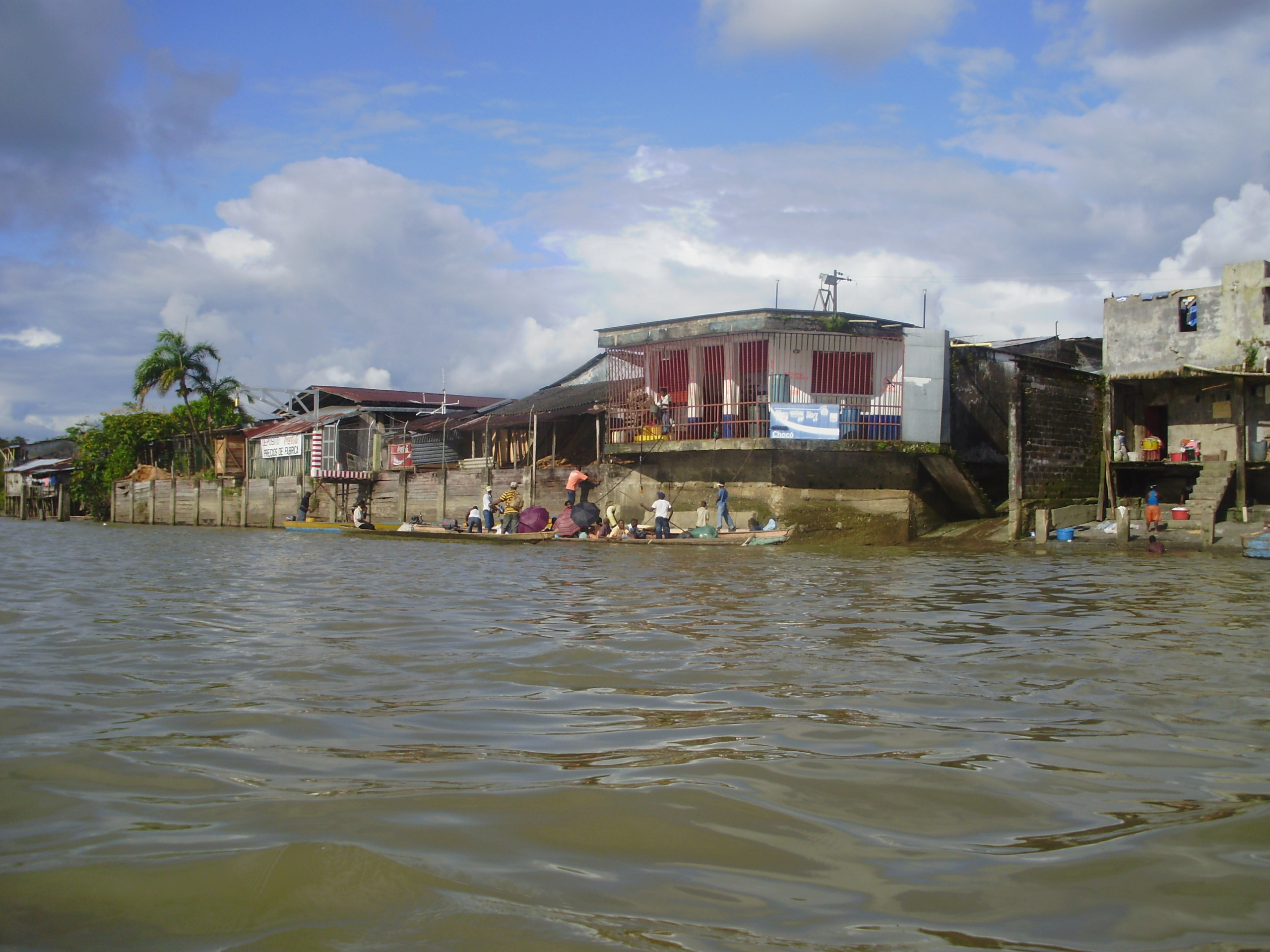
Imatge del riu Atrato

En un cas del 2016, la Cort Constitucional de Colòmbia va ordenar la neteja del contaminat riu Atrato, adoptant explícitament una perspectiva ecocèntrica en afirmar que la naturalesa és un «autèntic subjecte de drets que han de ser reconeguts pels Estats i exercits sota la tutela dels seus representants legals, verbigràcia, per les comunitats que l'habiten o que hi tenen una relació especial». El tribunal va afegir que els humans són «només un esdeveniment més dins d'una llarga cadena evolutiva que ha perdurat per milers de milions d'anys i, per tant, de cap manera és la propietària de les altres espècies, de la biodiversitat ni dels recursos naturals, com tampoc del destí del planeta».
L'any 2018, la Cort Suprema de Colòmbia es va fer càrrec d'una denúncia de canvi climàtic d'un grup de joves que també va plantejar qüestions de drets fonamentals. A més de fer determinacions jurídiques relacionades amb els drets humans, el tribunal va considerar que l'Amazònia colombiana és un «subjecte de drets, amb dret a la protecció, la conservació, el manteniment i la restauració». Va reconèixer el paper especial de la desforestació amazònica en la creació d'emissions de gasos amb efecte d'hivernacle a Colòmbia i, com a remei, va ordenar a la nació i els seus òrgans administratius que garanteixin el cessament de tota la desforestació per al 2020. A més, el tribunal va assignar el poder d'execució als demandants i les comunitats afectades, requerint que les agències informessin les comunitats i facultant-les per a informar el tribunal si les administracions no estaven assolint els seus objectius de no desforestació.

#### Equador
Un important cos jurisprudencial s'ha anat expandint a l'Equador per a implementar les disposicions constitucionals de la nació en relació amb els drets de la naturalesa. Els exemples inclouen judicis a les àrees de contaminació per biodigestors o cursos fluvials danyats al riu Vilcabamba a causa de les explotacions d'energia hidroelèctrica.

#### Índia
La Cort Suprema de l'Índia el 2012 va establir les bases per als casos que s'hi presentessin sobre els drets de la natura, i va concloure que «la justícia ambiental podria aconseguir-se només si ens movem del principi antropocèntric a un ecocèntric. Els humans són part de la naturalesa i allò no humà té un valor intrínsec».
La Cort Suprema de l'estat d'Uttarakhand va aplicar el principi de la llei ecocèntrica el 2017, reconeixent la personalitat jurídica dels rius i ecosistemes del Ganges i el Yamuna, i anomenant-los «entitats humanes vives» i persones jurídiques i morals. El tribunal ràpidament va prosseguir amb sentències similars per a les glaceres associades amb els rius, incloses la Gangotri i la Yamunotri, i altres sistemes naturals. Si bé el tribunal va suspendre la sentència respecte al Ganges i el Yamuna a demanda de les autoritats locals, aquestes van donar suport a l'estatus legal proposat en concepte mentre cercaven orientació per a la seva implementació.

## Iniciatives relacionades
El desenvolupament de xarxes transnacionals de drets de la natura més sòlides i actives a principis de la dècada del 2000 és una causa probable de la major adopció dels principis defensats a la llei. Això ha passat en estreta integració amb altres iniciatives i moviments pels drets que busquen canviar el sistema, com ara: el desenvolupament i implementació de nous models econòmics i financers que busquen reflectir millor els drets humans i els drets de la naturalesa, el lideratge indígena per a promoure tant els drets dels pobles originaris com els drets de la natura, els moviments socials internacionals darrere del dret humà a l'aigua, l'avenç de solucions pràctiques compatibles amb el marc dels drets de la natura, com la resilvestració, i el desenvolupament de capacitats de part del moviment pels drets de la natura a través del desenvolupament de nuclis activistes a nivell mundial.
Para ilustrar la implementación de las leyes de los derechos de la naturaleza, la Alianza Global por los Derechos de la Naturaleza ha establecido Tribunales Internacionales de Derechos de la Naturaleza. Estos tribunales son una iniciativa de la sociedad civil y emiten recomendaciones no vinculantes. Los tribunales reúnen a los defensores de los derechos de la naturaleza, los derechos humanos y los derechos de los pueblos indígenas en un proceso similar al de los Tribunales Permanentes de los Pueblos. El objetivo de los tribunales es brindar reconocimiento público formal, visibilidad y voz a las personas y los sistemas naturales lesionados por presuntas violaciones de los derechos fundamentales y marginados en la legislación vigente, y ofrecer un modelo de reparación de tales lesiones.
A mesura que s'ha difós la consciència sobre els drets de la natura, la llei i la jurisprudència, s'està desenvolupant un nou camp de recerca acadèmica en què els estudiosos del dret i altres investigadors han començat a oferir estratègies i anàlisis per a impulsar una aplicació més àmplia d'aquestes lleis, en particular davant dels èxits i els desafiaments de la implementació primerenca.